# 罗森达尔 (德国)
罗森达尔（德語：Rosendahl，發音：[ˈʁoːzn̩ˌdaːl]）是德国北莱茵-威斯特法伦州明斯特行政区科斯费尔德县的市镇，面积94.49平方千米，2023年12月31日人口为10,897人。